# 丽江卫矛
丽江卫矛（学名：Euonymus lichiangensis）为卫矛科卫矛属的植物，为中国的特有植物。分布于中国大陆的云南等地，生长于海拔2,750米至3,000米的地区，多生于山坡上，目前尚未由人工引种栽培。